# Pe Werner

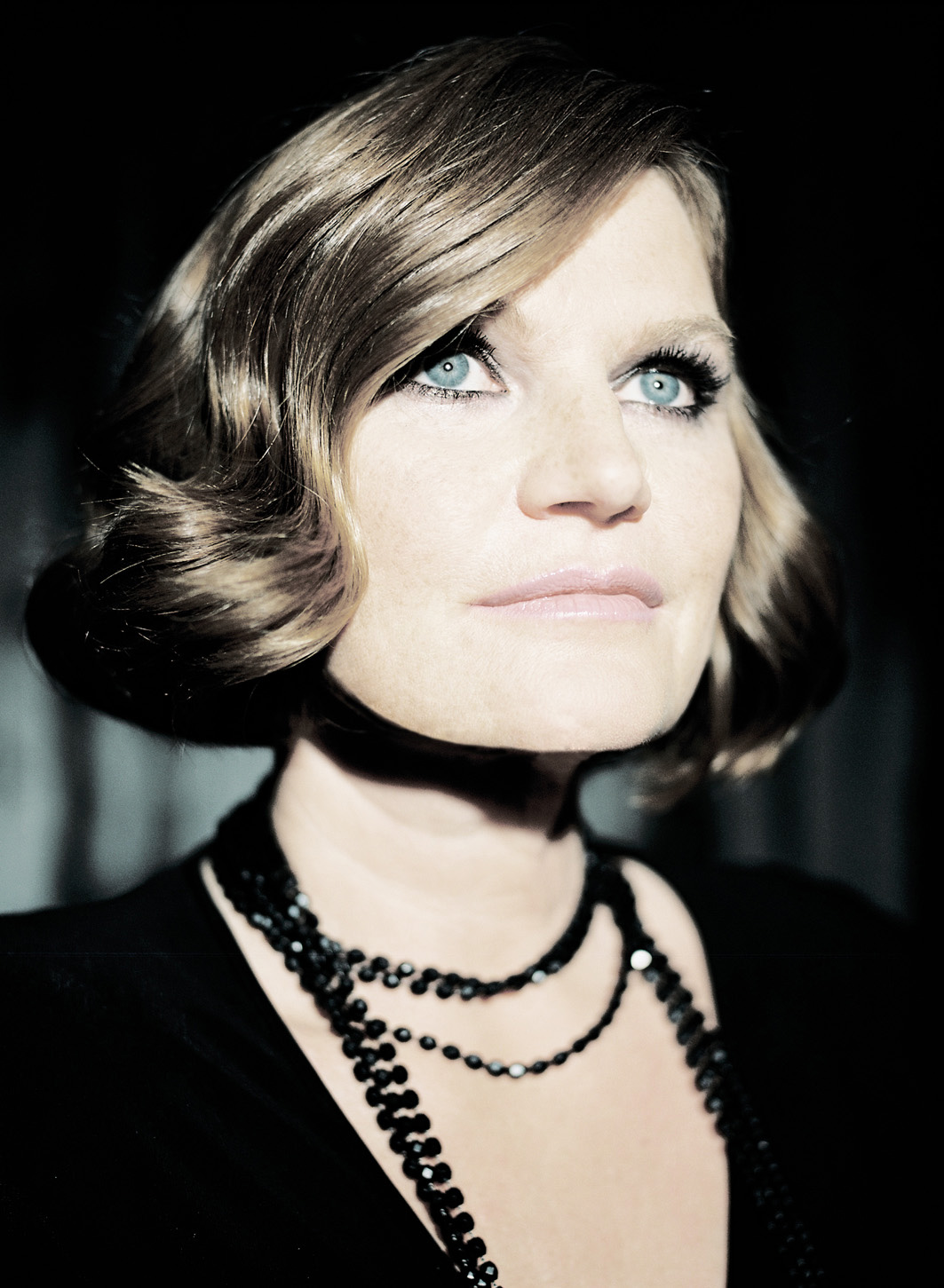
Pe Werner (2009)

Pe Malou Werner (* 13. Oktober 1960 in Heidelberg) ist eine deutsche Sängerin, Komponistin, Textdichterin, Buchautorin und Kabarettistin.

## Leben
Pe Werner wurde in Heidelberg geboren und wuchs in Südhessen auf. Ihre Eltern waren bis 1957 in Dresden in der DDR zuhause, bevor sie in die Bundesrepublik Deutschland übersiedelten. Mit drei Jahren rezitierte sie Wilhelm-Busch-Gedichte, spielte später an der Jugendbühne der Martin-Luther-Schule in Rimbach unter anderem die Polly in Brechts Die Dreigroschenoper und komponiert seit ihrem 16. Lebensjahr eigene Lieder.
Nach bestandenem Abitur war Werner in den 1980er Jahren in der Kleinkunst- und Kabarettszene ihrer Heimatstadt und der umliegenden Region zu finden, unter anderem im Ensemble des Kabarett Dusche, eines Mannheimer Politkabaretts. Sie hatte Gastauftritte in Dieter Hildebrandts Scheibenwischer und erhielt den Schweizer Kleinkunstpreis mit dem Duo PS.
Ihr Debüt-Album Weibsbilder (1989) mit Popsongs aus eigener Feder fand große Anerkennung in der Musikbranche. 1991 erfolgte mit dem Album Kribbeln im Bauch der bundesweite Durchbruch. Sie erhielt für Kribbeln im Bauch eine Goldene Schallplatte und wurde mit zwei Echos ausgezeichnet. Das Lied Kribbeln im Bauch wurde von Dieter Falk produziert. 
Neben der Popmusik widmet sie sich auch anderen künstlerischen Projekten. Im Jahr 1992 tourte sie mit dem Solokabarettprogramm Der kleine Lebenshunger zwischendurch durch Deutschland; 2002 wurde ihr erstes Buch Mehr als ein Kribbeln im Bauch veröffentlicht und 2006 das Hörbuch Dichtungen aller Art.
Bei ihren Solokonzerten tritt sie stets gemeinsam mit dem Pianisten Peter Grabinger auf, der sie am Flügel begleitet und teilweise zusätzlich als Begleitsänger mitwirkt.
Das seit 2002 jährlich stattfindende Benefizkonzert Cover me der Kölner AIDS-Hilfe zu Gunsten der Lebenshaus-Stiftung, initiiert durch Dirk Bach, wird von Pe Werner seit Anbeginn musikalisch unterstützt.
Werner textet und komponiert auch für andere Künstler, u. a. Petra Zieger, Katja Ebstein, Milva, Barbara Schöneberger, Stefan Gwildis, Mireille Mathieu, Bernd Stelter, Michelle und Mary Roos. Am 6. März 2008 nahm sie als Songwriterin für Carolin Fortenbacher mit dem Titel Hinterm Ozean an der Deutschen Vorentscheidung zum Eurovision Song Contest 2008 teil. Der Titel belegte im Finale mit 49,5 % knapp den zweiten Platz hinter den No Angels.
Ihr elftes Album Im Mondrausch erschien 2009 bei Warner Music und wurde 2011 mit dem German Jazz Award ausgezeichnet. Es folgten CD-Produktionen mit der WDR Big Band Köln (Mit großem Besteck) und die Marlene-Dietrich-Hommage Von Kopf bis Fuß in Zusammenarbeit mit Götz Alsmann, Tim Fischer und dem WDR Rundfunkorchester Köln sowie das Live-Album Turteltaub mit dem Trio de Luxe.
Im November 2013 erschien das Album Ne Prise Zimt mit von der hr-Bigband und dem Deutschen Filmorchester Babelsberg begleiteten, selbst komponierten Winter- und Weihnachtsliedern. Die Titel daraus präsentiert sie in ihrer Bühnenshow Gans oder gar nicht!, begleitet vom Trio de Luxe.
2015 feierte Pe Werner ihr 25-jähriges Plattenjubiläum mit Konzerten und veröffentlichte ihr Jubiläumsalbum Von A nach Pe, das in Zusammenarbeit mit der WDR Big Band Köln und dem WDR Rundfunkorchester Köln unter der Leitung von Jörg Achim Keller entstand.
2018 wurde Pe Werner in den Beirat des Deutschen Textdichter-Verbandes gewählt und wurde stellvertretendes Mitglied im Aufsichtsrat der GEMA.
Seit Jahresbeginn 2020 arbeitete sie an den Titeln für ihr neues Album Hereinspaziert!,eine Hommage-CD für den Komponisten Bert Kaempfert mit von ihr geschriebenen deutschen Texten.
Das Album erschien im September 2023.
2024 erschien das in Bonn aufgenommene Album Vitamin Pe.
Pe Werner ist in Köln zuhause. Sie hat eine Schwester.

## Diskografie

### Alben
| Jahr | Titel             | Höchstplatzierung, Gesamtwochen, AuszeichnungChartsChartplatzierungen (Jahr, Titel, Platzierungen, Wochen, Auszeichnungen, Anmerkungen) | Anmerkungen                           |
| Jahr | Titel             | DE | Anmerkungen                           |
| ---- | ----------------- | --- | ------------------------------------- |
| 1991 | Kribbeln im Bauch | DE16 Gold · (19 Wo.)DE | Erstveröffentlichung: August 1991     |
| 1993 | Los!              | DE27 (13 Wo.)DE | Erstveröffentlichung: März 1993       |
| 1994 | Pe Werner         | DE51 (8 Wo.)DE | Erstveröffentlichung: Oktober 1994    |
| 1996 | Etepetete         | DE66 (7 Wo.)DE | Erstveröffentlichung: 26. August 1996 |
| 2000 | Herzkönigin       | DE84 (1 Wo.)DE | Erstveröffentlichung: Oktober 2000    |
| 2009 | Im Mondrausch     | DE48 Gold (German Jazz Award) · (3 Wo.)DE                                                                                               | Erstveröffentlichung: 3. April 2009   |

Weitere Alben
- 1989: Weibsbilder
- 1997: Die Hits
- 1998: Eine Nacht voller Seligkeit
- 2002: Beinfreiheit
- 2004: Liebhaberstück
- 2004: Essential 1989–1996
- 2006: Dichtungen aller Art
- 2009: Mondpoesie
- 2011: Mit großem Besteck
- 2011: Turteltaub
- 2013: Ne Prise Zimt
- 2014: Ne Prise Zimt und mehr
- 2015: Von A nach Pe (mit WDR Big-Band und WDR Rundfunkorchester)
- 2019: Electrola … Das ist Musik! (Kompilation: 3 CDs, 45 Lieder; Titelauswahl und Zusammenstellung: Pe Werner)
- 2023: Hereinspaziert! (Hommage zum 100. Geburtstag von Bert Kaempfert)
- 2024: Vitamin Pe

### Singles (Auswahl)
Bis 2003 wurden noch weitere Single-CDs veröffentlicht, die zum Teil gekürzte Fassungen von bereits auf Alben veröffentlichten Liedern enthielten. Die 1994 veröffentlichte Single Ich werd das Gefühl nicht los enthielt als einzige Single einen Non-Album-Track (Mit den Zweigen). Auf der 1996 veröffentlichten Single Herbstzeitlos befindet sich die ansonsten unveröffentlichte englische Version von Etepetete (Mother's Silk Velvet). Die Single Berlin, die sich sonst nur auf der Compilation Die Hits finden lässt, enthält zudem Live-Versionen von Kribbeln im Bauch und dem Udo-Lindenberg-Cover Unter'm Säufermond, das in unterschiedlichen Fassungen auf Pe-Werner-Alben zu finden ist. Seit 2004 werden nur noch Promo-Singles angefertigt und zum Teil Download-Singles veröffentlicht.

| Jahr | Titel Album                           | Höchstplatzierung, Gesamtwochen, AuszeichnungChartplatzierungen (Jahr, Titel, Album, Platzierungen, Wochen, Auszeichnungen, Anmerkungen) | Höchstplatzierung, Gesamtwochen, AuszeichnungChartplatzierungen (Jahr, Titel, Album, Platzierungen, Wochen, Auszeichnungen, Anmerkungen) | Anmerkungen                          |
| Jahr | Titel Album                           | DE | CH | Anmerkungen                          |
| ---- | ------------------------------------- | --- | --- | ------------------------------------ |
| 1989 | Weibsbilder                           | DE54 (12 Wo.)DE | — | Erstveröffentlichung: September 1989 |
| 1991 | Kribbeln im Bauch                     | DE16 (33 Wo.)DE | — | Erstveröffentlichung: Juli 1991      |
| 1992 | Geld Zurück Kribbeln im Bauch         | DE52 (10 Wo.)DE | CH25 (1 Wo.)CH | Erstveröffentlichung: Januar 1992    |
| 1992 | Trostpflastersteine Kribbeln im Bauch | DE61 (7 Wo.)DE | — | Erstveröffentlichung: Mai 1992       |
| 1993 | Mehr Los!                             | DE55 (10 Wo.)DE | — | Erstveröffentlichung: Februar 1993   |
| 1993 | Deine Stimme Los!                     | DE53 (11 Wo.)DE | — | Erstveröffentlichung: Juni 1993      |
| 1993 | Das Lebkuchenherz Los!                | DE73 (6 Wo.)DE | — | Erstveröffentlichung: Oktober 1993   |

### Gastbeiträge
- 1994: 51er Kapitän (auf Immer weiter – Produktion, & Background-Chor für Reinhard Mey)
- 2012: Dein ist mein ganzes Herz (auf Ich bin – im Duett mit von Heinz Rudolf Kunze)
- 2013: Von Kopf bis Fuß – Eine Hommage an Marlene Dietrich (mit dem WDR Rundfunkorchester Köln, Götz Alsmann und Tim Fischer)

## Bücher
- 1995: Pe Werner (Songbuch, Schott Verlag)
- 1996: Etepetete (Songbuch, Schott Verlag)
- 2002: Mehr als Kribbeln im Bauch (Hannibal Verlag)
- 2006: Dichtungen aller Art (Hörbuch / Musik, WortArt Verlag)
- 2009: Mondpoesie (Hörbuch / Musik, Random House Verlag)
- 2022: Aufrecht geh'n: mein liederliches Leben (Autobiografie; mit Mary Roos, Rowohlt Hamburg)

## Fernsehen
- 1998: weibliche Hauptrolle Pia Piano im SWR 13-teiler Schön war die Zeit

## Auszeichnungen
- 1990: Schweizer Kleinkunstpreis Oltner Tanne
- 1991: Preis der deutschen Schallplattenkritik
- 1992: Echo „Künstlerin national“
- 1992: Echo „Newcomerin des Jahres“
- 1992: Fred-Jay-Preis
- 1992: RSH-Gold
- 1994: RSH-Gold
- 1995: Goldene Stimmgabel
- 2002: Lale Andersen Preis